# Bootsy Thornton
Marvis Linwood Thornton III, detto Bootsy (Baltimora, 30 luglio 1977), è un ex cestista statunitense, professionista in Italia, Spagna e Turchia.
Pur giocando nel ruolo di guardia due delle caratteristiche principali del suo gioco solo la propensione ai rimbalzi in attacco e l'attacco spalle a canestro.

## Carriera
Uscito dalla St. John's University nel 2000, si trasferì subito in Europa ingaggiato dalla Pallacanestro Cantù, con cui giocò per tre anni: in particolare, dal 2001 al 2003, formò con Jerry McCullough (playmaker), Sam Hines (ala piccola), e Shaun Stonerook (ala grande) l'ottimo quartetto di americani denominato Fab Four, con cui Cantù raggiunse una semifinale di campionato (2001-2002) e una finale di Coppa Italia (2003).
Dopo tre anni a Cantù passò alla Mens Sana Basket Siena dove fu determinante per la conquista, nel 2004, del primo scudetto di Siena.
Dopo una parentesi di due anni in Spagna al Barcellona e a Girona, nella stagione 2007-08 torna a Siena dove vince un secondo scudetto e viene inserito nel secondo miglior quintetto della stagione di Eurolega. Dopo la parentesi turca all'Efes torna per la terza volta in maglia biancoverde vincendo ancora lo Scudetto nel 2012.
Nonostante le molte voci sul suo possibile ritiro il 3 agosto 2012 Bootsy firma a sorpresa un contratto annuale con il Banco di Sardegna Sassari.
Il 25 dicembre firma per i francesi del SIG Strasburgo.

## Statistiche

### College
| Anno      | Squadra             | PG | PT | MP   | TC%  | 3P%  | TL%  | RP  | AP  | PRP | SP  | PP   |
| --------- | ------------------- | -- | -- | ---- | ---- | ---- | ---- | --- | --- | --- | --- | ---- |
| 1998-1999 | St. John's R. Storm | 37 | 37 | 30,1 | 50,0 | 38,1 | 64,6 | 4,5 | 1,8 | 1,5 | 0,2 | 14,9 |
| 1999-2000 | St. John's R. Storm | 33 | 33 | 35,3 | 48,6 | 35,5 | 57,3 | 5,5 | 2,9 | 2,4 | 0,3 | 15,3 |
| Carriera  | Carriera            | 70 | 70 | 32,6 | 49,3 | 36,7 | 60,9 | 5,0 | 2,3 | 1,9 | 0,3 | 15,1 |

### Eurolega
| Anno      | Squadra         | PG  | PT  | MP   | TC%  | 3P%  | TL%  | RP  | AP  | PRP | SP  | PP   |
| --------- | --------------- | --- | --- | ---- | ---- | ---- | ---- | --- | --- | --- | --- | ---- |
| 2003-2004 | Mens Sana Siena | 22  | 21  | 31,2 | 40,6 | 36,5 | 75,4 | 4,9 | 2,6 | 1,8 | 0,0 | 13,8 |
| 2004-2005 | Mens Sana Siena | 19  | 17  | 28,5 | 41,0 | 35,0 | 74,1 | 3,5 | 2,9 | 1,9 | 0,2 | 12,1 |
| 2005-2006 | Barcellona      | 20  | 13  | 19,8 | 45,4 | 37,0 | 65,0 | 2,9 | 1,1 | 0,7 | 0,0 | 6,2  |
| 2007-2008 | Mens Sana Siena | 24  | 18  | 24,3 | 47,4 | 32,5 | 72,9 | 2,7 | 1,5 | 1,3 | 0,0 | 10,5 |
| 2008-2009 | Anadolu Efes    | 10  | 10  | 32,7 | 50,0 | 43,9 | 80,0 | 4,0 | 3,1 | 1,1 | 0,0 | 12,8 |
| 2009-2010 | Anadolu Efes    | 16  | 14  | 28,5 | 37,0 | 18,4 | 83,3 | 3,8 | 2,8 | 1,1 | 0,1 | 8,9  |
| 2010-2011 | Anadolu Efes    | 16  | 15  | 28,5 | 47,1 | 38,1 | 89,7 | 5,6 | 1,1 | 1,0 | 0,1 | 8,6  |
| 2011-2012 | Mens Sana Siena | 11  | 8   | 18,6 | 37,7 | 28,6 | 81,8 | 2,8 | 1,1 | 0,5 | 0,0 | 5,4  |
| Carriera  | Carriera        | 138 | 116 | 26,4 | 43,1 | 33,9 | 76,2 | 3,8 | 2,0 | 1,3 | 0,1 | 10,0 |

## Palmarès

### Club
- Campionato italiano: 2

Mens Sana Siena: 2003-04, 2007-08
- Campionato italiano: 1 (revocato)

Mens Sana Siena: 2011-12
- Supercoppa italiana: 2

Mens Sana Siena: 2004, 2007
- Campionato turco: 1

Efes Pilsen Istanbul: 2008-09
- Coppa di Turchia: 1

Efes Pilsen: 2008-09
- Coppa Italia: 1 (revocato)

Mens Sana Siena: 2012
- Coppa del Presidente: 2

Efes Pilsen Istanbul: 2009, 2010
- FIBA EuroCup: 1

CB Saint Josep Girona: 2006-07

### Individuale
- All-Euroleague Second Team: 1

Siena: 2007-08
- MVP del mese di febbraio 2008:

Siena: 2007-08
- All-Star Game: 2

All Star Game italiano: 2004
All Star Game Turco: 2009
- MVP Finali Campionato Turco:1

Efes Pilsen: 2008-09